# Megarhyssa taiwana
Megarhyssa taiwana là một loài tò vò trong họ Ichneumonidae.